# Bohannon B-1
Bohannon B-1 je doma zgrajeno enosedežno športno letalo, ki ga je zasnoval Bruce Bohannon na podlagi Van's RV-4.B-1 je povsem kovinske konstrukcije, ima nizko nameščeno kantilever krilo in fiksno pristajalno podvozje z repnim kolesom. B-1 je postavil več rekordov vzpenjanja v razredu FAI C-1b Class. Med drugim je dosegel višino 41300 čevljev (12588 m).

## Specifikacije (Bohannon B-1)
Podatki iz Sport Aviation
Splošne značilnosti
- Posadka: 1
- Pogon letala: 1 × Lycoming IO-540 Protibatni motor, 425 hp (317 kW)
- Propelerji: št. lopatic: 3 Hartzell

Zmogljivost
- Potovalna hitrost: 209 kn; 386 km/h (240 mph)
- Hitrost vzpenjanja: 4.407 ft/min (22,39 m/s)